# Казах тили мен адебиети
«Казах тили мен адебиети» (каз. «Қазақ тілі мен әдебиеті» — «Казахский язык и литература») — казахский научно-педагогический и методический журнал.

## Информация об издании
Журнал под названием «Казах тили мен адебиети» впервые увидел свет в январе 1958 года. Первым главным редактором был Т. Акшолаков. Журнал просуществовал недолго и перестал выходить уже в ноябре 1959 года.
Издание под тем же названием было возрождено в 1991 году указом Министерства народного образования Казахской ССР.
Постоянные рубрики: «Казахский язык: передовой опыт, общая методика», «Казахская литература: передовой опыт, общая методика», «Помощь молодому учителю», «Приложение к учебнику», «История и теория языка», «Внеклассное воспитание», «Лингвистическая помощь: этимология слов», «Национальное воспитание: духовное становление» и др.
Журнал выходит на казахском языке. Периодичность издания — один раз в месяц. Формат бумаги — 84 × 108 1/32. Объём — 144 страницы. Обложка цветная, листы чёрно-белые.

## Приложения и параллельные издания
С июля 1994 года выпускается научно-педагогическое приложение — журнал «Улагат». Это первое издание в Казахстане и Центральной Азии, которое затрагивает научно-психологические проблемы педагогики.
С 2001 года отдельно издаётся республиканский научно-педагогический журнал «Казак тили мен адебиети орыс мектептеринде» (каз. «Қазақ тілі мен әдебиеті орыс мектептерінде» — «Казахский язык и литература в русской школе»).